# 브라디키닌

브래디키닌(Bradykinin)은 모세혈관의 투과성을 증가시켜 백혈구의 유출을 일으키는 생리활성펩티드이다.
평활근을 천천히 확장시키는 작용이 있기 때문에 brady(천천히) + kinin(움직이는 것)이라고 명명하였다.